# Soner Demirtaş
Soner Demirtaş (ur. 25 czerwca 1991) – turecki zapaśnik startujący w stylu wolnym. Brązowy medalista olimpijski w Rio de Janeiro 2016 w kategorii 74 kg.
Trzeci na mistrzostwach świata w 2017; piąty w 2018 i 2022. Zdobył siedem medali mistrzostw Europy w latach 2014 - 2024. Wicemistrz igrzysk europejskich w 2015 i 2019, a także igrzysk Solidarności Islamskiej w 2017. Triumfator igrzysk śródziemnomorskich w 2013. Brązowy medalista igrzysk wojskowych w 2019. Ósmy w Pucharze Świata w 2015 i 2016. Akademicki mistrz świata w 2014. Wicemistrz świata i Europy juniorów w 2010 roku